# Marcus Armstrong
Marcus Armstrong (Christchurch, 2000. július 29. –) új-zélandi autóversenyző.

## Pályafutása

### A kezdetek
2010-ben kezdett gokartozni Új-Zélandon, ahol első bajnoki címeit szerezte. 2014-ben részt vett az új-zélandi Formula Ford bajnokságban. 2016-ban a gokartozás mellett részt vett a Formula Renault 2.0 Európa–kupa két fordulóján.
2017-ben a Toyota Racing Series-ben versenyzett, ahol összesítésben 4. helyezést ért el. Ugyanebben az évben az olasz Formula–4-es bajnokságot megnyerte.
2018-ban visszatért a Toyota Racing Series-be, ahol 3. helyen zárt, emellett részt vett a Formula–3 Európa-bajnokságban is versenyzett, ahol 5. helyen végzett. Első győzelmét a Norisringen aratta. Az év végi Makaói Nagydíjon 9. lett.

### Formula–3
2019-ben a FIA Formula–3 bajnokságban és a Toyota Racing Seriesben indult. A Formula–3-ban az első győzelmét a hungaroringi sprintversenyen szerezte meg, majd a nyári szünetről visszatérve Spa-ban is diadalmaskodott szintén a sprintversenyen. A szezonzárón, Oroszországban megnyerte élete első főversenyét, míg a sprintversenyen a második helyen ért célba és ezzel bebiztosította a bajnokságban az összetett 2. helyét. A Toyota Racing Series-ben is 2. lett a bajnok Liam Lawson mögött.

### Formula–2

#### 2020
2019. november 28-án bejelentették, hogy a 2020-as szezonban az ART Grand Prix versenyzője lett az FIA Formula–2 bajnokságban. A szezonnyitó osztrák forduló főversenyén a második helyen végzett, míg egy héttel később ugyanezen a helyszínen, a sprintfutamon a harmadik helyen zárt. Ezt követően a szezon nagy részében a középmezőnyben autózott és 17 olyan versenye is volt, ahol nem ért be a pontszerzők között vagy kiesett. Az összetettben a 13. lett 52 szerzett ponttal.

#### 2021
2021. január 22-én a bejelentésre került, hogy Armstrong a DAMS színeiben folytatja pályafutását a 2021-es idényben. Az évadnyitó bahreini első versenyen egy technikai hiba miatt ki kellett állnia. A második állomáson, Monacóban a hétvégenyitón egy utolsó kanyaros előzéssel lépett fel a 10. helyre, ami fordított pole-pozíciót jelentett a számára. Ott a rajtrácsra menet lefulladt az autója, így csak a bokszutcából tudott a mezőny után menni. A versenyen már a harmadik körben félre húzódott. Azerbajdzsánban a Formula–2 történetének 100. versenyén egy előzés közben elfékezte magát és ütközött a falnak a 4. helyről. A főfutamon az első kanyarokban kilökték. Július 17-én Silverstone-ban az első sorból indulva végig a 2. pozícióban haladt és megszerezte összességében a harmadik dobogós helyezését.
Az új dzsiddai pálya első versenyén Liam Lawson mellől a 2. helyről indult. Az első kanyarban átvette a vezetést, amit 20 körön keresztül tartott és élete első győzelmét aratta a bajnokságban. A második futamon egy rajtbalesetben kiesett. Az szezonzárói második sprintfutamra ismét első rajtkockát szerzett. Egy biztonsági autós újraindítás után elektronikus motorprobléma lépett fel nála és az 1. helyről kellett kiállnia. A pilóták tabelláján 2020-hoz hasonlóan a 13. pozícióban rangsorolták 49 egységgel.

#### 2022

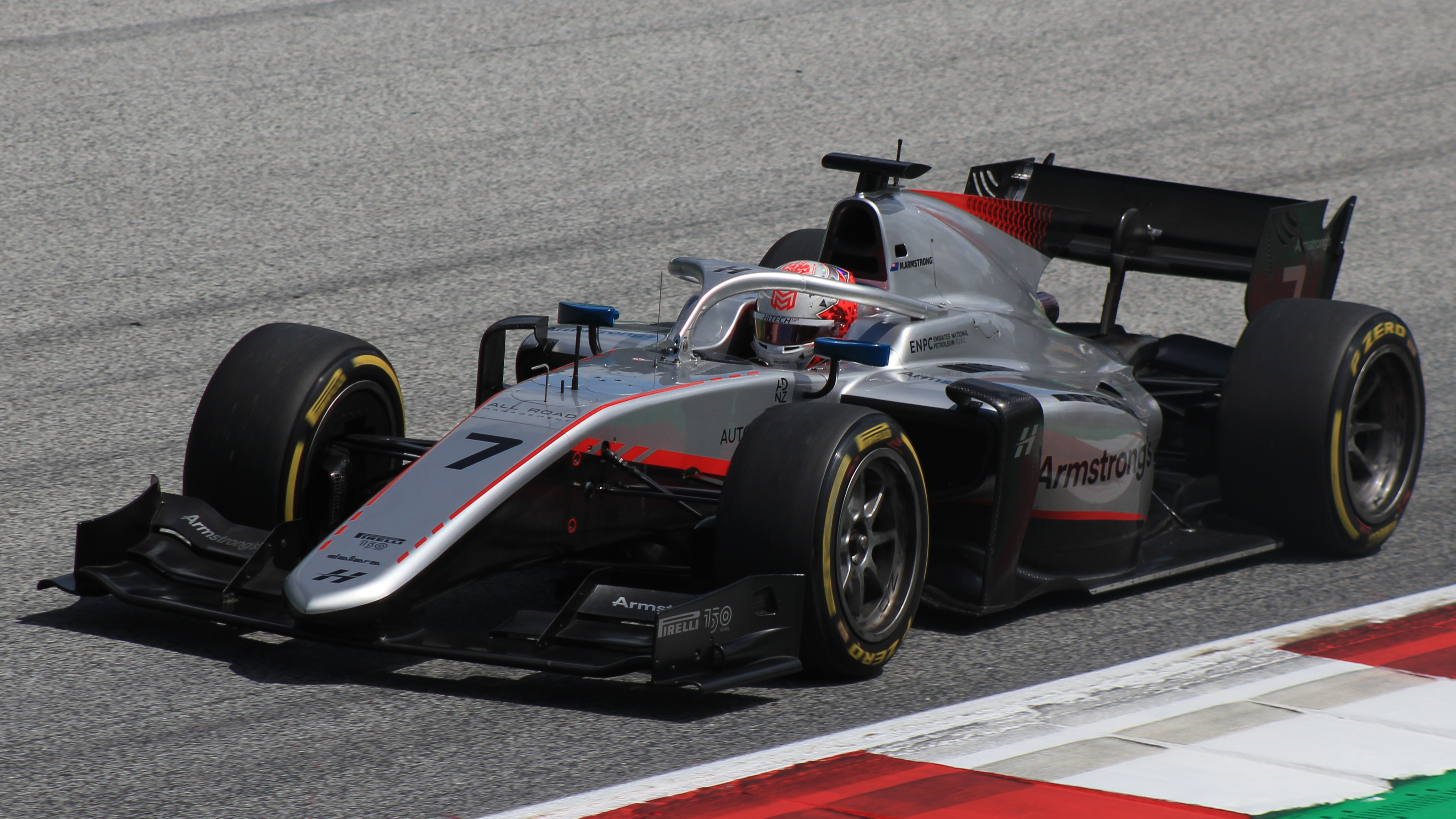
Armstrong a 2022-es osztrák nagydíjon.

A néhány nappal később megrendezésre kerülő teszteket a Hitech Grand Prix alakulatával teljesítette. Később kiderült, hogy a 2022-es évben a csapat versenyzője lett, Jüri Vips mellett. Az idénynyitó bahreini sprinten a harmadik körben Jake Hughes forgatta meg, ami miatt autója lefulladt és kiesett. A főversenyen kis ideig az élen is állt a 13. pozícióból indulva, de végül az 5. helyen ért célba. A dzsiddai kvalifikáció során 4. lett, viszont Jack Doohan kizárása után a 3. helyről startolhatott, de a sprint futamon két körrel a vége előtt önhibájából kiforgott és újból kiesett. Imolában kilencedikként kvalifikálta magát, így a második helyről indult a sprintversenyen. Itt győzni tudott, megszerezve 2022-es első és karrierje második győzelmét. Később kiderült, hogy az egész futam alatt nem működött a rádiója.
A barcelonai fordulóban a 10. helyen végzett az időmérésen. A főversenyen megszerezte a 7. helyet, miután az utolsó körben megelőzte Théo Pourchaire-t. A legendás monacói utcai pályán a sprinten egy 3. helyet ért el. Azerbajdzsánban, a főversenyen egy biztonsági autós újraindítást követően az élmezőnyből elfékezte az első kanyart és megtolta csapattársát, az autója megsérült, így csak a 12. lett. A Red Bull Ringen tartott fordulóban tizedikként kvalifikálta magát, így fordított pole-t kapott a sprintversenyre. Jó és kiegyensúlyozott teljesítményét követően megnyerte a sprintversenyt. A záró futamon a félig vizes pályán alternatív stratégiával száraz abroncsokon indult. Az egyik kanyart elfékezte, majd mikor visszatért a pályára kiütötték és kiesett. Franciaországban az első felvonáson sokáig pódiumos helyen autózott, de többször is hátraesett a 13. helyre. A főversenyt feladta, miután David Beckmann kiütötte. A Hungaroringen 2. lett az időmérőn a japán Ivasza Ajumu mögött. A főfutamon a rajt utáni első kanyarban átvette a vezetést, azonban a rossz gumikezelése következtében folyamatosan esett hátra és a 6. helyen szelte át a célvonalat.
Spa-Francorchampsban a 12. rajtkockát szerezte meg, és jól rajtolt a sprintversenyen, öt autót előzve a 7. helyet szerezte meg. A főfutamban a 13. helyen végzett, miután büntetést kapott, amiért egy másik pilótát kényszerített le a pályáról. Zandvoortban a 9. helyen rangsolták magát, ami egy első soros rajtot jelentett számára sprintben. Megelőzte az élről induló Clément Novalakot, majd minden hátralévő kört vezetve megszerezte harmadik győzelmét a szezonban.
Az olaszországi Monzában bronzérmes lett az időmérőn. A 6. helyen végzett a sprintversenyben, de öt másodperces időbüntetést kapott, mert többször előnyt szerzett a pályán kívül. A fordulózárón egy 10 másodperces "stop and go" büntetést kapott, mert átlépte a bokszutcai sebességhatárt. Emiatt is csak a 12. lett. A szezonzáró abu-dzabi hétvégén az évad utolsó futamán szerzett egy 9. pozíciót. A versenyzők összetett tabelláján, 2020-hoz és 2021-hez hasonlóan a 13. lett 93 gyűjtött egységgel.

### Formula–1
2016 végén csatlakozott a Ferrari versenyzői akadémiájához. 2021 januárjában életében először vezethetett egy Formula–1-es autót, amikor a 2018-as Ferrari SF71H-t vitte pályára Fioránóban. A 2022-es idény megkezdése előtt az olasz gyártó bejelentette, hogy Armstrong elhagyta az utánpótlást.

### IndyCar
2022 októberében először tesztelt egy IndyCar autót Dale Coyne Racinggel a Sebring International Racewayen. 2022. december 2-án bejelentették, hogy a Chip Ganassi Racing leszerződtette 2023-ra a #11-es rajtszámú autójába az utcai és épített versenyekre. Az oválfutamokon, így az indianapolisi 500-on is a japán Szató Takuma vette át a helyét.

## Eredményei

### Karrirer összefoglaló
| Szezon  | Bajnokság                         | Csapat                                | Verseny | Győzelem | Pole | Leggyorsabb kör | Dobogós helyezés | Pont | Helyezés |
| ------- | --------------------------------- | ------------------------------------- | ------- | -------- | ---- | --------------- | ---------------- | ---- | -------- |
| 2013–14 | Toyota Finance 86 bajnokság       | Neale Motorsport                      | 7       | 0        | 0    | 0               | 0                | 316  | 8.       |
| 2014–15 | Toyota Finance 86 bajnokság       | Neale Motorsport                      | 8       | 3        | 2    | 1               | 5                | 482  | 7.       |
| 2014–15 | Új-zélandi Formula Ford           |                                       | 3       | 1        | 1    | 0               | 2                | 0    | HN†      |
| 2015–16 | Toyota Finance 86 bajnokság       | Neale Motorsport Auckland City Toyota | 3       | 0        | 0    | 1               | 2                | 150  | 17.      |
| 2016    | BRDC Brit Formula–3 Autumn Trophy | Double R Racing                       | 3       | 0        | 0    | 1               | 0                | 0    | HN†      |
| 2016    | Formula Renault 2.0 Európa-kupa   | R-ace GP                              | 2       | 0        | 0    | 0               | 0                | 0    | HN†      |
| 2016    | Formula Renault 2.0 NEC           | R-ace GP                              | 2       | 0        | 0    | 0               | 0                | 23   | 24.      |
| 2017    | ADAC Formula–4                    | Prema Powerteam                       | 21      | 3        | 2    | 1               | 11               | 241  | 2.       |
| 2017    | Olasz Formula–4-es bajnokság      | Prema Powerteam                       | 21      | 4        | 6    | 0               | 13               | 283  | 1.       |
| 2017    | Toyota Racing Series              | M2 Competition                        | 15      | 3        | 1    | 0               | 8                | 792  | 4.       |
| 2018    | Formula–3 Európa-bajnokság        | Prema Theodore Racing                 | 30      | 1        | 3    | 3               | 10               | 260  | 5.       |
| 2018    | Makaói nagydíj                    | SJM Theodore Racing by Prema          | 1       | 0        | 0    | 0               | 0                | —    | 8.       |
| 2018    | Toyota Racing Series              | M2 Competition                        | 15      | 2        | 1    | 1               | 10               | 901  | 3.       |
| 2019    | Formula–3                         | Prema Racing                          | 16      | 3        | 1    | 4               | 7                | 158  | 2.       |
| 2019    | Makaói nagydíj                    | SJM Theodore Racing by Prema          | 1       | 0        | 0    | 0               | 0                | —    | 8.       |
| 2019    | Toyota Racing Series              | M2 Competition                        | 15      | 5        | 2    | 5               | 10               | 346  | 2.       |
| 2020    | Formula–2                         | ART Grand Prix                        | 24      | 0        | 0    | 0               | 2                | 52   | 13.      |
| 2021    | Formula–2                         | DAMS                                  | 23      | 1        | 0    | 0               | 2                | 49   | 13.      |
| 2022    | Formula–2                         | Hitech Grand Prix                     | 28      | 3        | 0    | 0               | 4                | 93   | 13.      |
| 2023    | IndyCar                           | Chip Ganassi Racing                   | 12      | 0        | 0    | 0               | 0                | 214  | 20.      |
| 2023    | Makaói nagydíj                    | MP Motorsport                         | 1       | 0        | 0    | 0               | 0                | —    | 18.      |
| 2024    | IndyCar                           | Chip Ganassi Racing                   | 0       | 0        | 0    | 0               | 0                | 0    | —        |

† Mivel Armstrong vendégként versenyzett, így nem volt jogosult bajnoki pontokra.

### Teljes Formula–3 Európa-bajnokság eredménysorozata
(Táblázat értelmezése)

(Félkövér: pole-pozícióból indult; dőlt: leggyorsabb kört futott) 

| Év   | Csapat                | 1       | 2       | 3        | 4        | 5     | 6        | 7     | 8     | 9     | 10      | 11    | 12       | 13       | 14      | 15    | 16      | 17      | 18       | 19      | 20       | 21       | 22      | 23      | 24      | 25      | 26    | 27      | 28       | 29       | 30       | Helyezés | Pont |
| ---- | --------------------- | ------- | ------- | -------- | -------- | ----- | -------- | ----- | ----- | ----- | ------- | ----- | -------- | -------- | ------- | ----- | ------- | ------- | -------- | ------- | -------- | -------- | ------- | ------- | ------- | ------- | ----- | ------- | -------- | -------- | -------- | -------- | ---- |
| 2018 | Prema Theodore Racing | PAU 1 5 | PAU 2 3 | PAU 3 Ki | HUN 1 Ki | HUN 2 | HUN 3 Ki | NOR 1 | NOR 2 | NOR 3 | ZAN 1 4 | ZAN 2 | ZAN 3 16 | SPA 1 Ki | SPA 2 6 | SPA 3 | SIL 1 6 | SIL 2 5 | SIL 3 Ki | MIS 1 2 | MIS 2 13 | MIS 3 Ki | NÜR 1 6 | NÜR 2 4 | NÜR 3 5 | RBR 1 4 | RBR 2 | RBR 3 5 | HOC 1 Ki | HOC 2 Ki | HOC 3 Ki | 5.       | 260  |

### Teljes FIA Formula–3-as eredménysorozata
(Táblázat értelmezése)

(Félkövér: pole-pozícióból indult; dőlt: leggyorsabb kört futott) 

| Év   | Csapat       | 1         | 2         | 3         | 4         | 5         | 6          | 7         | 8         | 9         | 10        | 11        | 12        | 13         | 14         | 15        | 16        | Helyezés | Pont |
| ---- | ------------ | --------- | --------- | --------- | --------- | --------- | ---------- | --------- | --------- | --------- | --------- | --------- | --------- | ---------- | ---------- | --------- | --------- | -------- | ---- |
| 2019 | Prema Racing | ESP FEA 3 | ESP SPR 5 | FRA FEA 6 | FRA SPR 6 | AUT FEA 3 | AUT SPR 19 | GBR FEA 3 | GBR SPR 4 | HUN FEA 8 | HUN SPR 1 | BEL FEA 8 | BEL SPR 1 | ITA FEA 21 | ITA SPR 14 | RUS FEA 1 | RUS SPR 2 | 2.       | 158  |

### Teljes FIA Formula–2-es eredménysorozata
(Táblázat értelmezése)

(Félkövér: pole-pozícióból indult; dőlt: leggyorsabb kört futott) 

| Év   | Csapat            | 1          | 2           | 3          | 4          | 5          | 6          | 7           | 8           | 9           | 10          | 11         | 12         | 13         | 14         | 15         | 16         | 17         | 18         | 19        | 20         | 21         | 22         | 23          | 24          | 25         | 26         | 27         | 28        | Helyezés | Pont |
| ---- | ----------------- | ---------- | ----------- | ---------- | ---------- | ---------- | ---------- | ----------- | ----------- | ----------- | ----------- | ---------- | ---------- | ---------- | ---------- | ---------- | ---------- | ---------- | ---------- | --------- | ---------- | ---------- | ---------- | ----------- | ----------- | ---------- | ---------- | ---------- | --------- | -------- | ---- |
| 2020 | ART Grand Prix    | AUT1 FEA 2 | AUT1 SPR Ki | AUT2 FEA 7 | AUT2 SPR 3 | HUN FEA Ki | HUN SPR 9  | GBR1 FEA 16 | GBR1 SPR 10 | GBR2 FEA 14 | GBR2 SPR 14 | ESP FEA Ki | ESP SPR 15 | BEL FEA 15 | BEL SPR Ki | ITA FEA 14 | ITA SPR 18 | MUG FEA 9  | MUG SPR 11 | RUS FEA 9 | RUS SPR 14 | BHR1 FEA 7 | BHR1 SPR 4 | BHR2 FEA 11 | BHR2 SPR 14 |            |            |            |           | 13.      | 52   |
| 2021 | DAMS              | BHR SP1 Ki | BHR SP2 10  | BHR FEA 5  | MON SP1 10 | MON SP2 Ki | MON FEA Ki | AZE SP1 7   | AZE SP2 Ki  | AZE FEA Ki  | GBR SP1 9   | GBR SP2 2  | GBR FEA 12 | ITA SP1 11 | ITA SP2 15 | ITA FEA 9  | RUS SP1 11 | RUS SP2 T  | RUS FEA 11 | KSA SP1 1 | KSA SP2 Ki | KSA FEA 8‡ | UAE SP1 10 | UAE SP2 Ki  | UAE FEA 7   |            |            |            |           | 13.      | 49   |
| 2022 | Hitech Grand Prix | BHR SPR Ki | BHR FEA 5   | KSA SPR Ki | KSA FEA 5  | IMO SPR 1  | IMO FEA 16 | ESP SPR 10  | ESP FEA 7   | MON SPR 3   | MON FEA 6   | AZE SPR 4  | AZE FEA 12 | GBR SPR 9  | GBR FEA 8  | AUT SPR 1  | AUT FEA Ki | FRA SPR 13 | FRA FEA Ki | HUN SPR 7 | HUN FEA 6  | BEL FEA 7  | BEL SPR 13 | NED SPR 1   | NED FEA 14  | ITA SPR 10 | ITA FEA 12 | UAE SPR 10 | UAE FEA 9 | 13.      | 93   |

‡ A versenyt félbeszakították, és mivel nem teljesítették a táv 75%-át, így csak a pontok felét kapta meg.

### Teljes IndyCar eredménysorozata
| Év   | Csapat              | 1      | 2      | 3     | 4      | 5      | 6    | 7     | 8      | 9     | 10    | 11  | 12  | 13     | 14     | 15  | 16     | 17    | 18  | Helyezés | Pont |
| ---- | ------------------- | ------ | ------ | ----- | ------ | ------ | ---- | ----- | ------ | ----- | ----- | --- | --- | ------ | ------ | --- | ------ | ----- | --- | -------- | ---- |
| 2023 | Chip Ganassi Racing | STP 11 | TXS    | LBH 8 | ALA 11 | IMS 15 | INDY | DET 8 | ROA 24 | MDO 9 | TOR 6 | IOW | IOW | NSH 13 | IMS 24 | GTW | POR 19 | LAG 8 |     | 20.      | 214  |
| 2024 | Chip Ganassi Racing | STP 27 | TRM2 5 | LBH   | ALA    | IMS    | INDY | DET   | ROA    | LAG   | MDO   | IOW | IOW | TOR    | GTW    | POR | MIL    | MIL   | NSH | 27.*     | 5*   |

* A szezon jelenleg is zajlik.
2 A verseny nem számít bele a bajnokságba